# Алоїзій Корженівський
Алоїзій Корженівський (пол. Alojzy Korzeniewski; бл. 1766–1826) — письменник, фізик і проповідник з Ордену Домініканців, переслідуваний російською царською владою. Походив з шляхетного роду Корженівських.

## Видання
Опубліковані твори:
- Traktat początkowy Fizyki (Wilno, 1806),
- Kazania na niedziele i uroczystości, tajemnice Roku calego, oraz na Dnie niektórych Świętych (Warszawa, 1824—1825) та інші.